# 渡海紀三朗
渡海 紀三朗（とかい きさぶろう、1948年2月11日 - ）は、日本の政治家、一級建築士。自由民主党所属の衆議院議員（11期）、自由民主党政治改革本部長。
衆議院国家基本政策委員長、文部科学大臣（第9代）、内閣総理大臣補佐官（教育再生担当）、自由民主党政務調査会長（第62代）を歴任した。

## 生い立ち
渡海元三郎の長男として兵庫県高砂市曽根町に生まれる。兵庫県立姫路西高等学校から早稲田大学理工学部に進学した。大学卒業後は日建設計に入社し、サラリーマン生活を送る。日建設計では、神戸総合運動公園ユニバー記念競技場の設計やグリーンスタジアム神戸の構想計画などにも参画した。

## 政治家として

### 文科相就任以前
1985年5月2日、父親の渡海元三郎が死去。同年12月、外務大臣であった安倍晋太郎の秘書になる。
1986年6月の第38回衆議院議員総選挙の旧兵庫3区（定数3）に自由民主党は渡海元三郎の後継者として紀三朗と、元農林官僚の井上喜一の2人を擁立し、ともに初当選を果たした。
1988年9月2日、武村正義、鳩山由紀夫、石破茂ら自民党の1年生議員とともに政策勉強会「ユートピア政治研究会」を結成した。
1990年の第39回衆議院議員総選挙で再選。
1993年6月18日、宮澤内閣への内閣不信任決議可決に伴う衆議院解散の直後に渡海は鳩山、武村らと共に自民党を離党。6月21日に新党さきがけを結成した。同年7月の第40回衆議院議員総選挙で3選。党政策調査会長・党国会対策委員長などを務めた。
1996年10月の第41回衆議院議員総選挙に兵庫10区から新党さきがけ公認で立候補するも、新進党の塩田晋に敗れ、比例復活もならず議席を失った。
1998年の新党さきがけの解散により自民党に復党した。
2000年の第42回衆議院議員総選挙で当選し国政に復帰。科学技術総括政務次官・文部科学副大臣・衆議院決算行政監視委員長・自由民主党兵庫県支部連合会会長などの要職を歴任した。
2007年8月、党政調会長代理に就任した。

### 文部科学大臣として初入閣

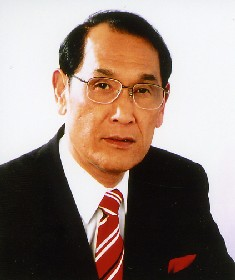
文部科学大臣就任に際し公開された肖像写真

2007年9月、福田康夫内閣の下で文部科学大臣として初入閣した。
渡海が文科相に在任中、京都大学の山中伸弥がiPS細胞の作成に成功した。同様の研究は世界各国で行われているため、山中教授の成果をさらに加速発展させ、世界に先駆けて技術を確立するためには、支援措置の集中投入が必要であった。当時の渡海は、平成20年度当初予算で財務大臣を説得し、前年の10倍以上にあたる30億円の予算を獲得した。
また、在任中は「ゆとり教育」に起因する日本の学力低下に警鐘をならし、ゆとり教育の廃止、道徳教育の拡充など、教育改革を断行した。また、「領土は国家の基本である。子どもたちには正しい教育をしなければならない」との渡海の信念のもと、学習指導要領解説書に、竹島と北方領土に関する改訂を行った。
更に、全国のすべての公立学校（小・中学校）を対象に校舎等の耐震診断を実施し、耐震工事を促進した。

### 退任以降

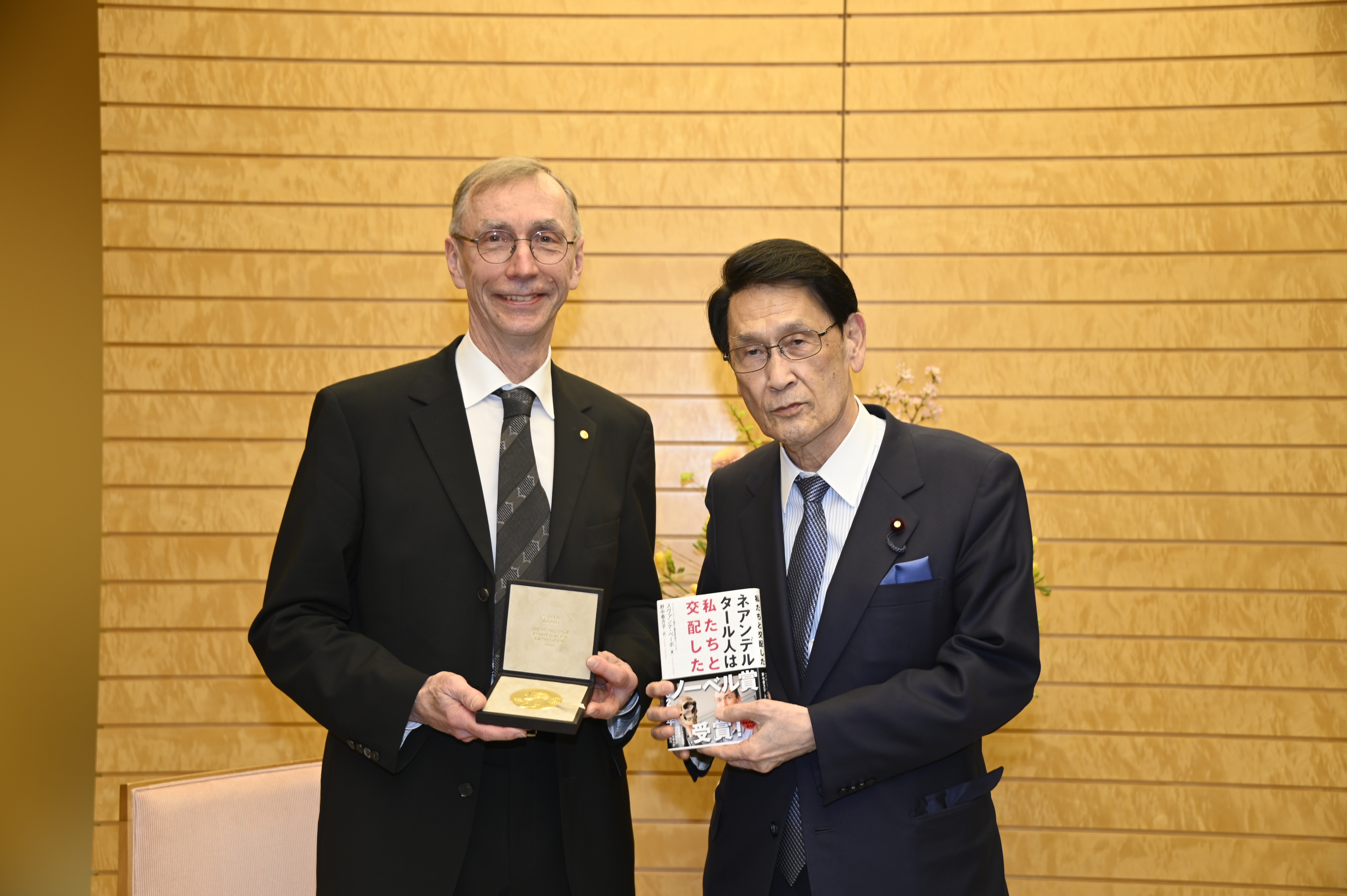
スバンテ・ペーボと（2023年2月1日撮影）

2008年8月、福田康夫改造内閣の発足に伴い退任したが、内閣総理大臣補佐官（教育再生担当）に任じられた。
同年9月の自由民主党総裁選挙では、石原伸晃の選挙責任者を務めた。
2009年の第45回衆議院議員総選挙で民主党の岡田康裕に敗れ、比例復活も出来ずに落選。
2012年の第46回衆議院議員総選挙で前回敗れた岡田を下し、3年ぶりに国政に復帰した。
2014年の第47回衆議院議員総選挙で8選。2017年の第48回衆議院議員総選挙で9選。
2018年自由民主党総裁選挙、2020年自由民主党総裁選挙では、ともに石破茂の推薦人に名を連ねた。2021年自由民主党総裁選挙では、当初石破の推薦人となる予定であったが、石破が出馬を取り止めたことで野田聖子に請われて、野田の推薦人の最後の一人となった。
2021年の第49回衆議院議員総選挙で日本維新の会の掘井健智、立憲民主党の隠樹圭子を破り10選（掘井は比例復活で当選）。

### 政務調査会長
2023年12月22日、自民党5派閥の政治資金パーティーをめぐる裏金問題で政務調査会長を辞職した萩生田光一の後任として、政務調査会長に就任した。政務調査会長への就任の受託の際、「大変重い。高揚感なんてない。党がこんなときだし、日本の国もそれほど余裕はない。やれることはやる。逃げるつもりはない」。と首相官邸での記者の取材に答えた。政治資金問題に関し「非常に深刻な問題だ。政治の仕組みをどうするのか、もう一度根本的に議論しなければいけない」と強調した。「リクルート事件の時のように国民の信頼が落ちているという危機感も持っている」と述べた。
文科相を退任して以降はあまり表舞台には登場しておらず、離党経験もあり、首相とも近い間柄とは言えなかった。そのため、政務調査会長への突然の起用は、政権内を含めた自民党内で驚きをもって受け止められたと報道されている。
2024年10月4日、党政治改革本部が新設され、本部長に就任した。同年10月27日、第50回衆議院議員総選挙で11選。

## 人物
文教や科学技術政策に精通し、与野党に幅広い人脈を持つ。趣味は音楽鑑賞で「クラシックから美空ひばりまで」と答えている。2023年には、最近は玉置浩二にはまっていると報じられた。プロ野球では阪神タイガースを応援している。

## 政策・主張

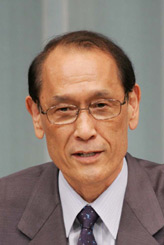
文部科学大臣就任時の会見にて

### 憲法
- 憲法改正について、2012年、2017年、2021年のアンケートで「賛成」と回答[20][21][22]。
- 9条改憲について、2014年の毎日新聞社のアンケートで「賛成」と回答[23]。憲法9条への自衛隊の明記について、2021年のアンケートで「賛成」と回答[24]。
- 改正すべき項目として「自衛隊の保持を明記する」「集団的自衛権の保持を明記する」「環境権に関する条項を新設する」「プライバシー権に関する条項を新設する」「教育の充実に向けた環境整備を行う旨を明記する」「財政の健全性に関する条項を新設する」「地方公共団体の権限強化を明記する」「憲法裁判所を設置する」「憲法改正の発議要件を各院の過半数にする」「緊急事態に関する条項を新設する」と主張[25]。
- 憲法を改正し緊急事態条項を設けることについて、2021年の毎日新聞社のアンケートで「賛成」と回答[26]。

### 外交・安全保障
- 安全保障関連法の成立について、2017年のアンケートで「評価する」と回答[21]。
- 「他国からの攻撃が予想される場合には敵基地攻撃もためらうべきではない」との問題提起に対し、2021年のアンケートで「どちらかといえば賛成」と回答[22]。
- 日本の核武装について、2012年の毎日新聞社のアンケートで「将来にわたって検討すべきでない」と回答[20]。
- 日本による過去の植民地支配と侵略を認めて謝罪した「村山談話」の見直し論議について、2014年の毎日新聞社のアンケートで回答しなかった[23]。
- 従軍慰安婦に対する旧日本軍の関与を認めた「河野談話」の見直し論議について、2014年の毎日新聞社のアンケートで回答しなかった[23]。

### ジェンダー
- 選択的夫婦別姓制度の導入について、2014年のアンケートでは「どちらかといえば賛成」と回答[27][28]。2017年のアンケートでは「どちらとも言えない」と回答[21]。2021年のアンケートでは「どちらかといえば賛成」と回答[22]。
- 同性婚を可能とする法改正について、2021年の朝日新聞社のアンケートでは「どちらともいえない」と回答[22]。2021年のNHKのアンケートでは回答しなかった[24]。「同性婚を制度として認めるべきだと考えるか」との同年の毎日新聞社のアンケートに対し選択肢以外の回答をした[26]。
- 「LGBTなど性的少数者をめぐる理解増進法案を早期に成立させるべきか」との問題提起に対し、2021年のアンケートで「どちらとも言えない」と回答[22]。
- クオータ制の導入について、2021年のアンケートで「どちらかといえば賛成」と回答[24]。

### その他
- 「原子力発電への依存度について今後どうするべきか」との問題提起に対し、2021年のアンケートで回答しなかった[24]。
- アベノミクスについて、2017年のアンケートで「評価する」と回答[21]。
- 安倍内閣による森友学園問題・加計学園問題への対応について、2017年のアンケートで「どちらとも言えない」と回答[21]。
- 森友学園への国有地売却をめぐる公文書改竄問題で、2021年5月6日、国は「赤木ファイル」の存在を初めて認めた[29]。しかし5月13日、菅義偉首相はファイルの存在を踏まえた再調査を行わない考えを報道各社に書面で示した[30]。9月の自民党総裁選挙で総裁に選出された岸田文雄も10月11日、衆議院本会議の代表質問で再調査の実施を否定した[31]。国の対応をどう考えるかとの同年の毎日新聞社のアンケートに対し「さらに調査や説明をすべきだ」と回答[26]。
- 原子力規制委員会の新基準を満たした原発は再開すべきとしている[20]。
- 女性宮家の創設について、2012年の毎日新聞社のアンケートで「賛成」と回答[20]。

## 略歴
- 1948年2月11日 渡海元三郎の長男として高砂市曽根町に生まれる
- 1960年3月 姫路市立城南小学校を卒業
- 1963年3月 姫路市立白鷺中学校を卒業
- 1966年3月 兵庫県立姫路西高等学校を卒業
- 1970年
  - 3月 早稲田大学理工学部建築学科を卒業
  - 4月 株式会社日建設計に入社
- 1985年12月 外務大臣安倍晋太郎の秘書となる
- 1986年
  - 7月 第38回衆議院議員総選挙で初当選
  - 10月 衆議院地方行政委員会理事就任（〜1990年2月）
- 1990年2月 第39回衆議院議員総選挙で当選（2期目）
  - 衆議院建設委員会理事就任（〜1992年12月）
- 1991年11月 自民党青年局長就任（〜1992年12月）
- 1992年12月 科学技術政務次官就任（〜1993年6月）
- 1993年
  - 6月 自民党を離党、新党さきがけを結党
  - 7月 第40回衆議院議員総選挙で当選（3期目）
- 1994年
  - 2月 衆議院予算委員会理事就任（〜5月）
  - 9月 衆議院公選法特別委員会理事就任（〜1995年12月）
    - 衆議院科学技術委員会理事就任（〜12月）
- 1995年9月 衆議院科学技術委員会理事就任（〜1996年10月）
- 1996年
  - 1月 新党さきがけ政策調査会長就任（〜10月）
  - 10月 第41回衆議院議員総選挙で落選
- 1999年8月 自民党に復帰
- 2000年
  - 6月 第42回衆議院議員総選挙で国政復帰（4期目）
  - 7月 科学技術総括政務次官就任（〜2000年12月）
  - 12月 衆議院総務委員会理事、自民党政調副会長就任（〜2002年1月）
- 2002年
  - 1月 衆議院決算行政監視委員長就任（〜2002年10月）
  - 10月2日 小泉改造内閣の文部科学副大臣就任（〜2003年9月25日）
- 2003年
  - 9月26日 衆議院決算行政監視委員長（〜10月10日）
  - 11月9日 第43回衆議院議員総選挙で当選（5期目）
  - 衆議院文部科学委員会筆頭理事就任
- 2004年
  - 6月12日 自民党兵庫県支部連合会会長に就任
  - 10月12日 衆議院予算委員会理事に就任
- 2005年
  - 9月11日 第44回衆議院議員総選挙で当選（6期目）
  - 自民党国際局長就任
  - 自民党科学技術創造立国推進調査会長就任
- 2006年
  - 10月 自民党財務委員長就任
  - 衆議院決算行政監視委理事・テロ特理事就任
- 2007年
  - 9月  自民党政調会長代理就任
  - 9月26日 福田内閣の文部科学大臣就任（〜2008年8月1日）
- 2008年
  - 8月26日 内閣総理大臣補佐官（教育再生担当）就任（〜9月24日）
  - 11月7日 衆議院内閣委員会理事
  - 11月11日　自民党文教制度調査会長
- 2009年8月31日 第45回衆議院議員総選挙で落選
- 2012年12月16日 第46回衆議院議員総選挙で国政復帰（7期目）
- 2014年12月14日 第47回衆議院議員総選挙で当選（8期目）
- 2017年10月22日 第48回衆議院議員総選挙で当選（9期目）
- 2021年10月31日 第49回衆議院議員総選挙で当選（10期目）
- 2023年12月22日 自由民主党政務調査会長に就任。
- 2024年10月27日 第50回衆議院議員総選挙で当選（11期目）

## 選挙歴
| 当落 | 選挙                   | 執行日         | 年齢 | 選挙区        | 政党         | 得票数     | 得票率 | 定数 | 得票順位 /候補者数 | 政党内比例順位 /政党当選者数 |
| ---- | ---------------------- | -------------- | ---- | ------------- | ------------ | ---------- | ------ | ---- | ------------------ | ---------------------------- |
| 当   | 第38回衆議院議員総選挙 | 1986年07月06日 | 38   | 旧兵庫県第3区 | 自由民主党   | 8万8735票  | 18.99% | 3    | 2/6                | /                            |
| 当   | 第39回衆議院議員総選挙 | 1990年02月18日 | 42   | 旧兵庫県第3区 | 自由民主党   | 9万7248票  | 20.62% | 3    | 3/5                | /                            |
| 当   | 第40回衆議院議員総選挙 | 1993年07月18日 | 45   | 旧兵庫県第3区 | 新党さきがけ | 11万3726票 | 25.87% | 3    | 2/7                | /                            |
| 落   | 第41回衆議院議員総選挙 | 1996年10月20日 | 48   | 兵庫県第10区  | 新党さきがけ | 7万4615票  | 41.27% | 1    | 2/4                | 1/0                          |
| 当   | 第42回衆議院議員総選挙 | 2000年06月25日 | 52   | 兵庫県第10区  | 自由民主党   | 9万3554票  | 46.72% | 1    | 1/5                | /                            |
| 当   | 第43回衆議院議員総選挙 | 2003年11月09日 | 55   | 兵庫県第10区  | 自由民主党   | 9万7196票  | 51.34% | 1    | 1/3                | /                            |
| 当   | 第44回衆議院議員総選挙 | 2005年09月11日 | 58   | 兵庫県第10区  | 自由民主党   | 11万2870票 | 51.36% | 1    | 1/3                | /                            |
| 落   | 第45回衆議院議員総選挙 | 2009年08月30日 | 61   | 兵庫県第10区  | 自由民主党   | 9万2032票  | 40.36% | 1    | 2/3                | 14/9                         |
| 当   | 第46回衆議院議員総選挙 | 2012年12月16日 | 64   | 兵庫県第10区  | 自由民主党   | 8万7902票  | 44.21% | 1    | 1/4                | /                            |
| 当   | 第47回衆議院議員総選挙 | 2014年12月14日 | 66   | 兵庫県第10区  | 自由民主党   | 8万9792票  | 54.33% | 1    | 1/3                | /                            |
| 当   | 第48回衆議院議員総選挙 | 2017年10月22日 | 69   | 兵庫県第10区  | 自由民主党   | 9万4205票  | 59.94% | 1    | 1/3                | /                            |
| 当   | 第49回衆議院議員総選挙 | 2021年10月31日 | 73   | 兵庫県第10区  | 自由民主党   | 7万9061票  | 44.99% | 1    | 1/3                | /                            |
| 当   | 第50回衆議院議員総選挙 | 2024年10月27日 | 76   | 兵庫県第10区  | 自由民主党   | 7万673票   | 41.70% | 1    | 1/5                | /                            |

## エピソード
- 研究不正行為が認定された小保方晴子によるSTAP細胞の再現実験について、自民党の会合で理化学研究所の理事に詰め寄ったと報道された[32]。
- 2014年の第186回国会において、過去に、大臣、副大臣、政務官、補佐官、議長、副議長、委員長の要職にあった衆議院議員で、質問、議員立法、質問主意書のいずれかの提出がなかった24人の議員（野田佳彦、小沢一郎、野田毅、亀井静香、鳩山邦夫、中村喜四郎、浜田靖一、高村正彦、平沼赳夫、丹羽雄哉、額賀福志郎、大島理森、川崎二郎、金子一義、山口俊一、山本有二、大畠章宏、小池百合子、細田博之、塩谷立、渡海紀三朗、林幹雄、伊藤達也、佐藤勉）の一人として紹介されている[33]

## 献金問題
- 渡海が代表を務める自由民主党支部が、渡海が出馬した2003年11月9日の第43回衆院選の公示日の当日と、2005年9月11日の第44回衆院選の公示日前日に国の公共工事である国道2号バイパス道路改良工事を受注・施工中の、高砂市の建設会社からそれぞれ100万円の寄付を受けていたことが判明した。公職選挙法では国と契約関係にある団体や企業が国政選挙関連に寄付をすることも、候補者が寄付を受けることも禁止されている。渡海事務所は「特定の選挙資金ではなく、公職選挙法違反の認識もないが、疑義を持たれるのは不本意なので、返金したい」とし、建設会社側は、「仕事面で便宜を図ってもらったことはないと思う。法律をよく知らなかった」などとしている[34]。また、10月2日の会見で2000年の第42回衆議院議員総選挙の前後にも別の建設会社3社から計442万円の寄付を受けていたことを本人は明らかにした。渡海は、3社のこれ以外の時期の寄付36万円を含めた計478万円を、用意ができしだい返金するという[35]。

## 所属団体・議員連盟
- 自民党たばこ議員連盟[36]
- みんなで靖国神社に参拝する国会議員の会
- 国立追悼施設を考える会
- 日韓議員連盟
- 対中政策に関する国会議員連盟

## 著作
- 1993「科学技術庁「地球科学技術」の重要性とその推進-地球環境に対する科学技術の役割（地球環境問題を考える<特集>）」『月刊自由民主』（通号483）、p130〜133。